# Un sistema de lógica
Un sistema de lógica inductiva y deductiva (en inglés: A System of Logic, Ratiocinative and Inductive) es el primer libro del filósofo inglés John Stuart Mill, publicado en 1843 en dos volúmenes (3.ª- 8.ª edición introdujo muchos cambios, entre 1851–72) tras recuperarse de su colapso mental juvenil. En este trabajo, formuló los cinco principios del razonamiento inductivo, conocidos como "Los métodos de Mill" (Mill's Methods).
Este trabajo, su principal y única obra sobre la filosofía de la ciencia, tuvo un gran impacto en la ciencia, lógica y filosofía del lenguaje posteriores, y en general, en la medida en que describe los principios empíricos que Mill usaría para justificar su filosofía moral (utilitarismo) y política liberal.

## Contenido
Mill ataca al "intuicionismo" que solió mantener a lo largo de su vida, y deja en claro su creencia de que la planificación social y la acción política deberían basarse principalmente en el conocimiento científico, no en la autoridad, la costumbre, la revelación o la prescripción. 
Desde Aristóteles, los lógicos se habían centrado en la lógica deductiva, especialmente el razonamiento silogístico. Mill da un lugar de honor a la lógica inductiva, yendo tan allá como para decir que todas las verdaderas deducciones son inductivas. La parte más influyente de su trabajo tenía que ver con el razonamiento científico y causal.
El volumen no se basa solo sobre reglas o estructuras del pensamiento, sino que más bien es el manifiesto más extremo del empirismo epistemológico, basado también en sus pensamientos liberales.
Mill discute el propósito de la lógica en la comprensión humana. La lógica es el arte y la ciencia del razonamiento, un medio para buscar la verdad. Sin embargo, la lógica solo puede hacer inferencias mediante fenómenos observados, no con verdades intuitivas. No produce nuevas evidencias, pero sí puede determinar si una evidencia es válida. Fundamentalmente, la lógica es un método de evaluación de evidencia.

### Libro I"De los nombres y las proposiciones"
Este libro consta de 8 capítulos. En este, Mill define la lógica como un método de prueba. La prueba siempre implica proposición que debe ser probada. Una proposición en filosofía es una expresión de un juicio entre dos términos, sujeto y predicado, que afirma o niega este de aquel, o incluye o excluye el primero respecto del segundo. Luego, las proposición son creencias dependientes de la capacidad de asociar un nombre a algo. 
Posteriormente, Mill examina la naturaleza de los predicados (las propiedades que las sustancias pueden decir que poseen). Los predicados incluyen cosas como sentimientos, juicios y concepciones. Mill sugiere que los sentimientos son realidades; es decir, no son ni sustancias ni atributos. Mill procede a examinar volición y acción, sustancia y atributo, cuerpo y mente, calidad, relación, semejanza, cantidad, estados de conciencia y atributos de la mente.

### Libro II"Del razonamiento"
En el libro II consta de 7 capítulos. Aquí Mill discute el lugar de la lógica dentro del campo del conocimiento. Mill niega que la lógica esté vinculada con la metafísica y establece que las nociones preconcebidas y el pensamiento especulativo son ajenos a la lógica, ya que la lógica se reduce a la consistencia más que a la verdad. Mill amplía la lógica para incluir campos de la ciencia.

### Libro III"De la inducción"
El libro III es el más largo de todos, teniendo 25 capítulos. En él se presenta el método inductivo de Mill. Una investigación inductiva comienza con el análisis de las cosas de acuerdo con sus elementos. El primer paso en la inducción es la separación de una cosa en sus elementos a través de la experimentación y observación. Mill examina la relación entre causa y efecto y concluye que un efecto puede tener varias causas. También distingue entre efectos complejos y los compuestos, llevándolo a examinar la naturaleza de las generalizaciones y la evidencia probable, operaciones que, según él, son más útiles en la vida que en la ciencia.

#### Los métodos de Mill
Mill propuso cinco métodos inductivos, directamente influidos por las «Reglas por las cuales juzgar de causas y efectos», de Hume, y las «Reglas generales para guiar y orientar nuestra búsqueda entre una gran masa de hechos reunidos, en pos de su causa común», de Herschel:
- Método de concordancia
- Método de diferencia
- Método de concordancia y diferencia
- Método de residuos
- Método de variaciones concomitantes

### Libro IV"De las operaciones auxiliares y la inducción"
El libro IV En este, Mill destaca la necesidad de un lenguaje filosófico que promueva la práctica de la inducción, ayudándonos a observar, registrar y comunicarnos con precisión. Tal lenguaje tiene que poseer un significado constante y determinado para cada nombre general, ya que los nombres a menudo tienen connotaciones ambiguas.

### Libro V"De los sofismas"
El libro V tiene 8 capítulos y trata sobre las falacias que deben resolverse antes de que la lógica pueda estar firmemente arraigada. Estos incluyen las falacias de ambigüedad; y el petitio principii (petición de principio), donde la premisa es o se prueba a partir de la conclusión. Mill concluye que este argumento es una falacia porque no es más que un argumento circular.

### Libro VI"De las ciencias morales"
El libro VI, con 12 capítulos, argumenta que las "ciencias morales", es decir, el estudio de la ética y la naturaleza humana, requieren de las mismas estructura lógica que las ciencias físicas. Según los conceptos de libertad, causalidad y necesidad aplicados a asuntos humanos lleva a Mill a concluir que la naturaleza humana se rige por principios científicos que la lógica puede poner al descubierto y que pueden usarse para promover la felicidad. 
Mill sostiene que el comportamiento humano se rigen por leyes universales, como la formación del carácter ético de cada persona. Sin embargo, estas leyes no se pueden estudiar directamente con del experimento y la observación, sino mediante deducciones. Mill considera varios métodos científicos y cómo podrían aplicarse a las ciencias sociales.
Aunque muchos de los métodos de las ciencias naturales no funcionan para las ciencias sociales, los métodos de inducción aún se pueden aplicar para comprender causas y efectos como de una determinada política o acto legislativo. Las ciencias sociales también se pueden abordar deductivamente, comenzando con leyes a priori de naturaleza humana y razonamiento basado en ellas.
Mill divide las ciencias sociales en dos ramas: aquellas en las que se estudian las causas y los efectos del comportamiento humano en un contexto que se supone estable, y aquellas ciencias que examinan el progreso y el cambio histórico.

## Críticas
Mill propuso empirismo matemático al afirmar que las matemáticas son "ciencia empírica de validez más general". Los conceptos matemáticos proceden del mundo físico y las verdades de la matemática son verdades acerca del mundo físico, aunque de un carácter más general. Las verdades matemáticas serían las verdades más generales de todas. Mill anticipa admite que:
Probablemente ésta es la proposición, de todas las enunciadas en este libro [El sistema], para la que debe esperarse la recepción más desfavorable.
El contraargumento general que se enfrenta contra de la proposición de Mill de que los axiomas (verdades deductivas como principios matemáticos) son empíricos (inductivas), es que las pruebas experimentales en contra de leyes de matemáticas no se admiten; por el contrario, cuando los datos de observaciones contradicen los axiomas matemáticos, lo primero que se acepta es que los cálculos derivados de estas son los que merecen revisarse y corregirse.

## Influencia
Un artículo en Philosophy of Recent Times ha descrito este libro como un "un intento de exponer un sistema psicológico de la lógica dentro de los principios empiristas.”
Este trabajo es importante en la historia de ciencia, siendo una gran influencia en científicos como Paul Dirac. Un Sistema de la lógica también tuvo una impresión en Gottlob Frege, quien reprendió muchas de las ideas de Mill sobre la filosofía de las matemáticas en su obra Los fundamentos de la aritmética (The Foundations of Arithmetic).
Mill revisó su trabajo original varias veces sobre el trascurso de treinta años en respuesta a las críticas y comentarios de Whewell, Bain, y otros.